# Súdovce
Súdovce (deutsch Sudowatz, ungarisch Szúd) ist eine Gemeinde im Okres Krupina in der Slowakei und liegt auf einer Höhe von 160 Metern über dem Meeresspiegel im Banskobystrický kraj der Mittelslowakei.

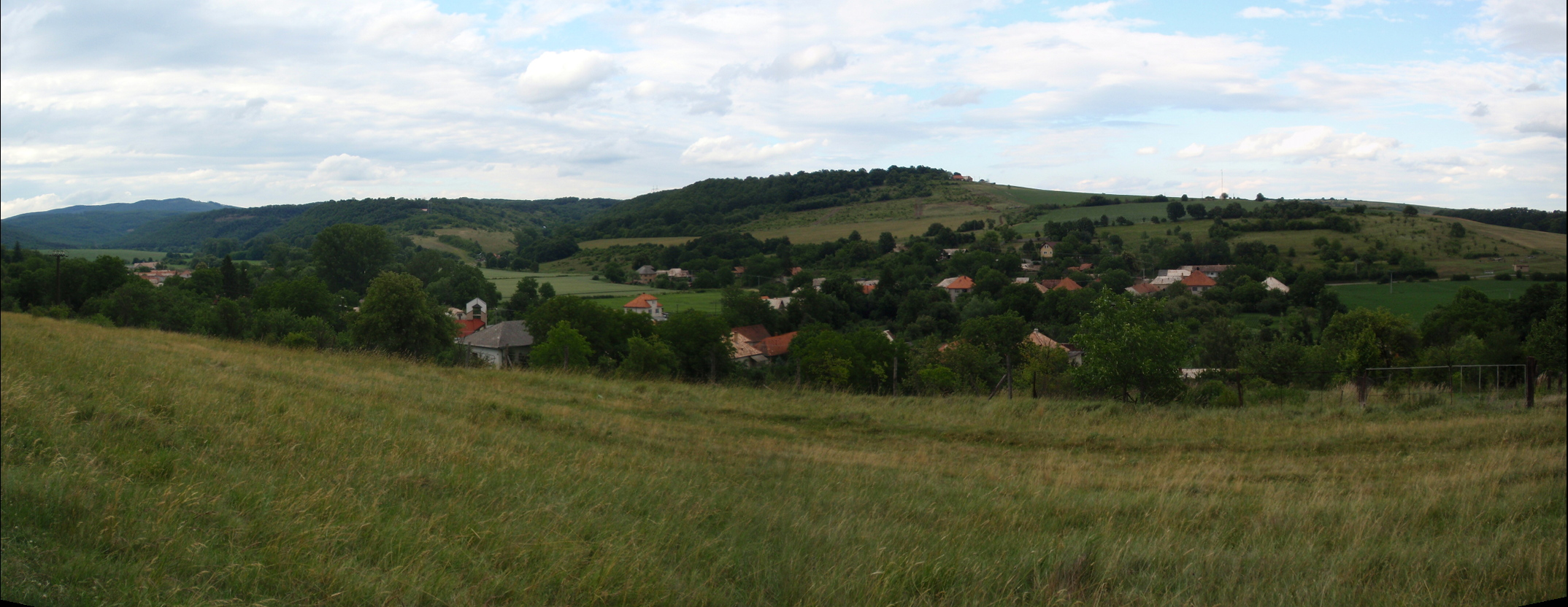
Súdovce

Die erste schriftliche Erwähnung stammt aus dem Jahr 1244 oder 1256 (als Zuud).

## Weblinks

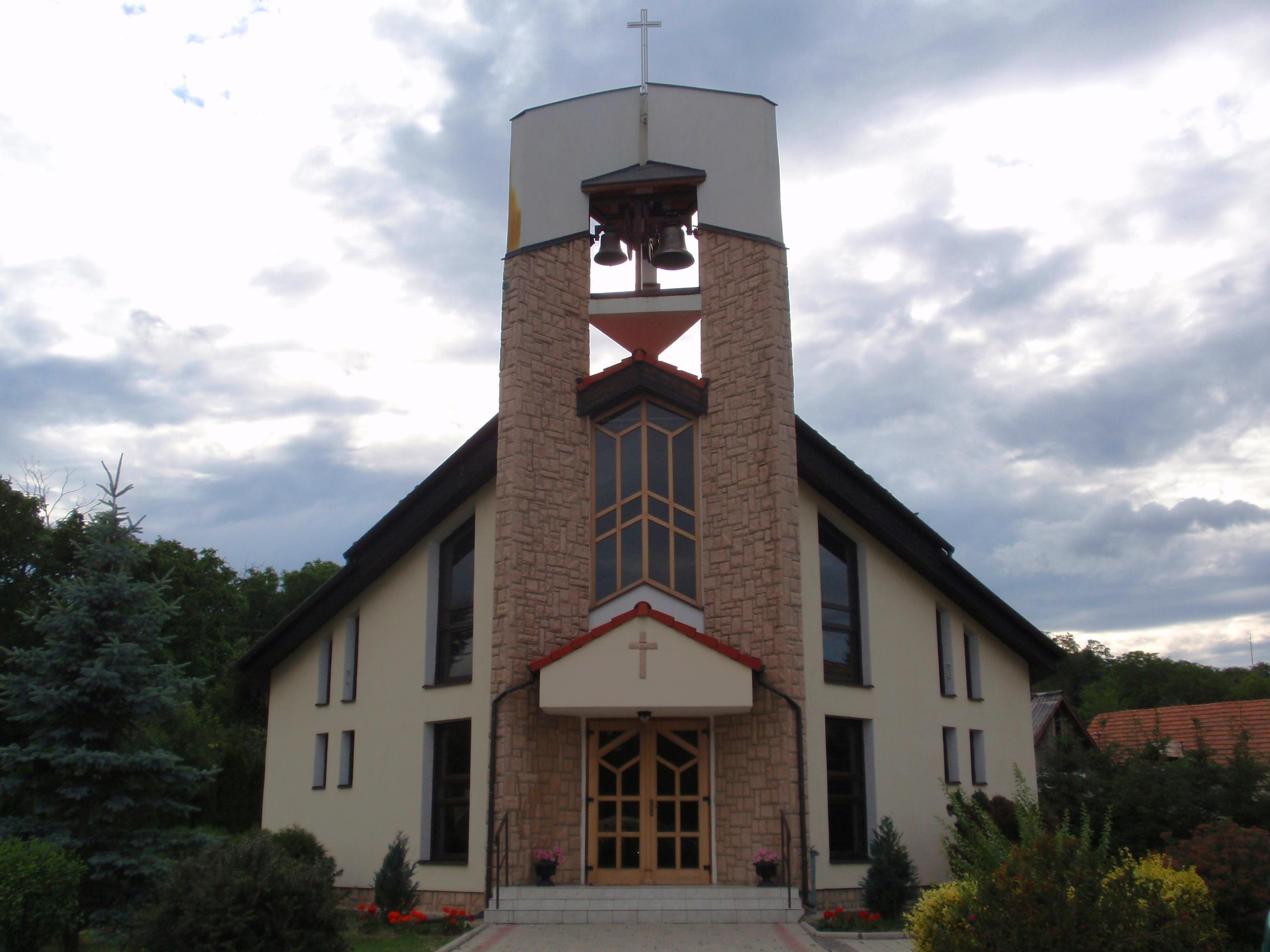
Katholische Kirche

## Bevölkerung
| Jahr                | 1994 | 2004    | 2014    | 2024    |
| ------------------- | ---- | ------- | ------- | ------- |
| Anzahl der Personen | 210  | 205     | 219     | 210     |
| Unterschied         |      | −2,38 % | +6,82 % | −4,10 % |

| Jahr                | 2023 | 2024 |
| ------------------- | ---- | ---- |
| Anzahl der Personen | 210  | 210  |
| Unterschied         |      | +0 % |